# Queere Tiere
Queere Tiere ist ein queer-feministisches Lied der Rapperin Sookee. Es wurde am 10. März 2017 als zweite Videoauskopplung aus ihrem vierten Studioalbum Mortem & Makeup veröffentlicht. Der Text ruft mit reichlich Anspielungen aus dem Tierreich zu mehr Toleranz gegenüber queeren Lebensweisen auf und ist laut Sookee eine „Replik auf den konservativen Quatsch“.

## Inhalt
Sookee zählt in den drei Strophen des Liedes Sexualpraktiken verschiedenster Tierarten auf und schlägt vor, der Mensch solle sich diesbezüglich öfter mit Tieren vergleichen. Genannt werden neben männlicher und weiblicher Homosexualität, Promiskuität, Trans- und Intergeschlechtlichkeit, Monogamie und Gruppensex. Darüber hinaus übt sie Kritik an Charles Darwin (siehe sexuelle Selektion) und vertritt die Ansicht, Sex mache Spaß und diene nicht nur der Fortpflanzung. Der Text bedient sich einiger Ausdrücke aus der Queer-Szene wie etwa „F2M“ (female to male für trans Männer).
Der Refrain ist aus Sicht einer konservativen Person geschildert. Die erste Zeile spielt auf eine Aussage von Bundeskanzlerin Angela Merkel aus dem Jahr 2013 an. In der ARD-Wahlarena hatte Merkel auf die Frage eines Zuschauers nach Adoptionsrechten geantwortet, dass sie sich mit der völligen Gleichstellung gleichgeschlechtlicher und heterosexueller Paare in dieser Frage „schwertue“.

„Ich sage Ihn’n ganz ehrlich, ich tu mich damit schwer.

Sowas gäb es nicht, wenn ich Bundeskanzlerin wär.

Wenn plötzlich alle schwul sind, dann stirbt die Menschheit aus.

Sie müssen sich entscheiden – Männer oder Frauen.“

## Hintergrund

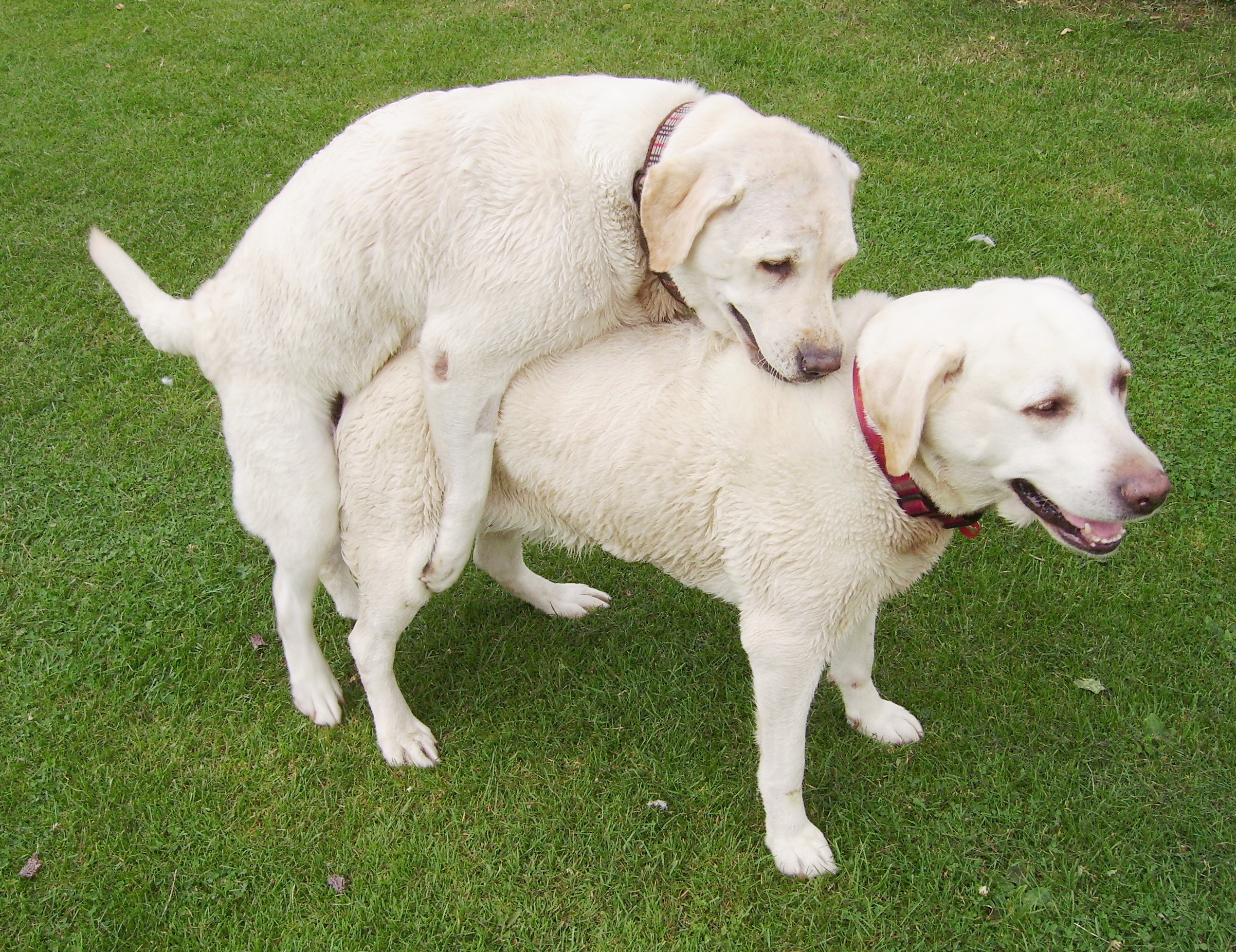
Zwei homosexuelle Hündinnen

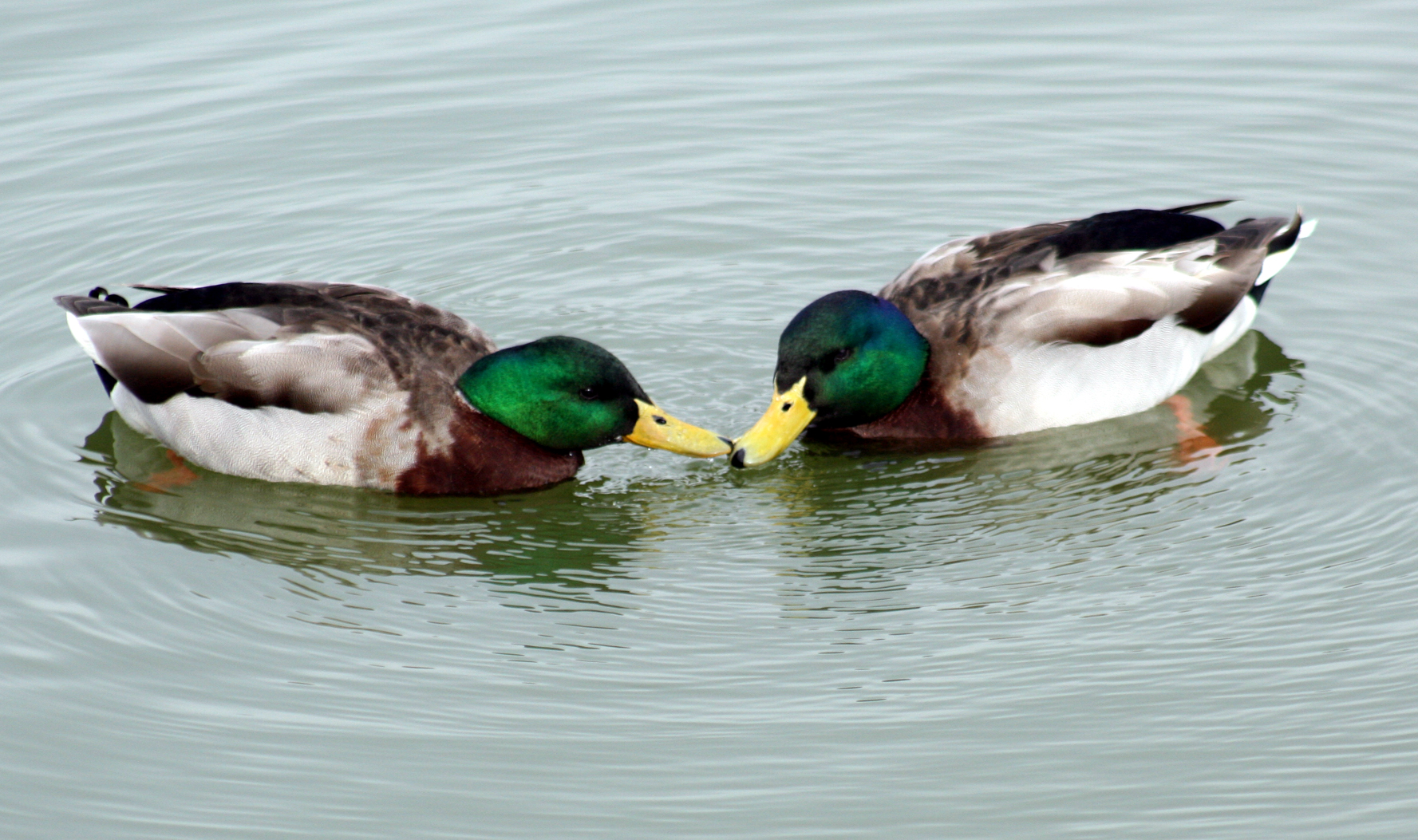
Zwei männliche Stockenten

In einem Interview mit der Website queer.de bekräftigte Sookee, dass alle tierischen Referenzen in Queere Tiere recherchiert und nicht „aus der Luft gegriffen“ seien.
Tatsächlich sind „queere Tiere“ Gegenstand des interdisziplinären Forschungsfelds Human-Animal Studies, wobei jedoch Uneinigkeit darüber herrscht, ob Begriffe wie „queer“ oder „homosexuell“ auf Tiere übertragen werden können. Ebenso gibt es eine Debatte, ob „queere Tiere“ eingesetzt werden sollten, um die vermeintliche Widernatürlichkeit von Homosexualität zu widerlegen.
Ein vielzitiertes Beispiel für die Aufzucht von Jungen durch gleichgeschlechtliche Paare in der Natur ist der Schwarzschwan, der auch im Song Erwähnung findet. Daneben nennt der Text des Liedes folgende Beispiele für „queere Tiere“:
- homosexuelle Giraffenbullen
- promiske Bonobos
- nicht heterosexuelle Pinguine
- homosexuelle Delfinweibchen
- homosexuelle Walbullen
- intersexuelle Organismen am Meeresgrund
- hermaphroditische Schnecken
- schwangere Seepferdchenmännchen
- homosexuelle Schwanmännchen
- homosexuelle Albatrosweibchen
- queere Flamingos, Störche, Geier und Möwen

## Musikvideo
Das zum Text passende Musikvideo wurde vom Berliner Animationsstudio monströös produziert. Es erschien eine Woche vor Veröffentlichung des Albums Mortem & Makeup am 10. März 2017 auf Sookees YouTube-Kanal. Auf schwarzem Hintergrund sind die oben genannten Tiere, mit bunten Konturen und teilweise anthropomorph dargestellt, zu sehen, wie sie ihren sexuellen Gewohnheiten frönen. Im Refrain werden Menschen im TV und bei Demonstrationen gezeigt, deren konservative Standpunkte von den zuschauenden Tieren mit Unverständnis quittiert werden.

## Rezeption
Der Song erntete online durchgehend positive Kritik. JUICE meinte, es gelänge Sookee, sich den Themen Geschlecht und Sexualität so zu widmen, dass man „dranbleibe“. Der Track sei „gerade jetzt, wo ein YouTuber, der gerne Rapper sein würde, mit homophoben Aussagen Millionen von Klicks generiert (Mert Ekşi, Anm.), ein positiver Gegenentwurf“.
Der Tagesspiegel sah in dem Lied und Sookees Livedarbietung, bei der sie eine Kopfbedeckung in Schneckenform trug, einen Beweis dafür, dass Politrap und Humor kein Widerspruch sein müssen.
Oliver Marquardt bezeichnete Queere Tiere in einem Interview mit Sookee augenzwinkernd als „Biologievortrag“. Die Berlinerin sprach darin von einem sozialen Neid auf die Tierwelt, wo es keine gesellschaftlich vorgeschriebenen Geschlechterrollen gäbe und Sex oft als „Mittel zur Konfliktvermeidung“ diene. Außerdem kritisierte sie Leute, die ihr konservatives Familienbild mit dem natürlichen Fortpflanzungszweck zu legitimieren versuchten.
In Österreich belegte der Song ab 25. März 2017 eine Woche lang Platz eins der FM4 Charts.